# 캡틴 해거티
캡틴 해거티(Arthur Haggerty, 1931년 12월 3일 ~ 2006년 7월 3일)는 미국의 배우, 영화배우, 텔레비전 배우이다.
뉴욕에서 태어났으며 웨스트팜비치에서 사망하였다.

## 영화
- 반칙 게임 (1992년)
- 허니문 인 베가스 (1992년)
- 마피아의 아내 (1988년)
- 렌트 콘트롤 (1984년)
- 섹스 자살 그리고 영화 (1980년)